# 驀蘭
『蓦兰』（モォー・ラン）は、チベット族中国人女性歌手alanの中国語版の3枚目のオリジナル・アルバム。

## 収録曲
1. INTRO
2. 回望
  - 作詞：alan　作曲：alan　編曲：刘洲
3. 蓦兰
  - 作詞：刘静芸　作曲：刘洲
4. 懦弱
  - 作詞：李扬 苏丁琦　作曲：刘洲
5. 阡陌
  - 作詞：刘静芸　作曲：赵瑟
6. 宿命横着写
  - 作詞：方文山　作曲：和田薫　編曲：刘洲
  - ゲーム「新仙剑online」の主題歌
7. 爱未走远
  - 作詞：赵航　作曲/編曲：刘洲
  - ゲーム「神雕侠侣」の主題歌
8. Sandy
  - 作詞：葛大为　作曲：刘洲
9. 天地问剑
  - 作詞：李姝　作曲：邹頔　編曲：刘洲
  - ゲーム「问剑」の主題歌
10. Home
  - 作詞：alan, 李姝　作曲：alan　編曲：刘洲
  - テレビドラマ「第22条婚规」の主題歌

## 参照
1. ↑  阿兰全新专辑QQ音乐首发 突破作品《蓦兰》降临_娱乐_腾讯网